# Stephanasterias
Stephanasterias is een geslacht van zeesterren uit de familie Asteriidae.

## Soort
- Stephanasterias albula (Stimpson, 1853)